# Relations entre la Colombie et le Mexique
Les relations entre la Colombie et le Mexique sont des relations internationales s'exerçant entre un pays d'Amérique du Nord, le Mexique, et un pays d'Amérique du Sud, la Colombie. Le Mexique a une ambassade à Bogota tandis que la Colombie a une ambassade à Mexico.
Les deux pays sont membres de l'Organisation des États américains (OEA) et du G3 (espace de libre échange entre le Mexique, la Colombie et le Venezuela).